# Поповски Лом
Поповски Лом или Калакоч е река в Северна България, област Търговище – община Попово, ляв приток на река Черни Лом, от басейна на Русенски Лом. Дължината ѝ е 20 km.
Река Поповски Лом извира от 437 m н.в., на 1,2 km западно от връх Калакоч (485 m), най-високата точка на Поповските височини. До село Ковачевец тече в южна посока в дълбока долина, след това завива на изток, като долината ѝ значително се разширява, преминава през центъра на град Попово и се влива отляво в река Черни Лом, на 176 m н.в., на 1,2 km южно от село Кардам.
По течението на реката са разположени само две населени места – село Ковачевец и град Попово.
Водите на реката се използват за напояване, като за целта са изградени няколко микроязовира, най-големи от които са „Кослето“ и „Посабина“.
По долина на реката преминава участък от 10 km от второкласен път № 51 от Държавната пътна мрежа (Бяла – Попово – Пресяк), от село Ковачевец до Попово.
На 2 km източно от село Ковачевец, на левия бряг на реката, се намират останките от средновековната крепост Ковачевско кале.

## Топографска карта
- Лист от карта K-35-29. Мащаб: 1 : 100 000.
- Лист от карта K-35-17. Мащаб: 1 : 100 000.